# Danijel Pranjić
Danijel Pranjić (Nekcse, 1981. december 2. –) horvát válogatott labdarúgó, jelenleg nincs csapata. Posztját tekintve középpályás illetve balszélső.

## Pályafutása

### Klubcsapatokban
Mielőtt 2004-ben a Dinamo Zagrebhez került megfordult az NK NAŠK (1998–2000), a Papuk (2000–2001), a Belišće (2001–2002) és az Osijek csapataiban (2002–2004). A 2004–2005-ös idényben nemzetközi porondon is bemutatkozhatott a Dinamo színeiben. hat UEFA-kupa találkozón 1 gólt szerzett.
2005 nyarán a holland Heerenveenhez igazolt, ahol jó és kiegyensúlyozott teljesítményt nyújtott, aminek köszönhetően 2007-ben ismét bekerült a horvát válogatottba. A 2008–2009-es bajnokság első három mérkőzésén négy alkalommal is betalált az ellenfelek kapujába. A holland kupában mesterhármast szerzett 2008. november 12-én a Haaglandia ellen 7–0-ra megnyert kupameccsen. 2009. január 31-én az ő góljával győzték le az Ajaxot. Egy hónappal később egy kései büntetőből szerzett góljának köszönhetően 3–2-re verték a PSV-t.
2009-ben sikerült megnyernie a holland-kupát. Mint később kiderült ez volt az utolsó mérkőzése aHeerenveen színeiben. 2009. júniusban a Bayern München szerződtette.

### Válogatottban
A horvát u21-es válogatottban 2002 és 2004 között 15 találkozón lépett pályára és egy gólt szerzett. A felnőtt nemzeti csapatban 2004. november 16-án debütálhatott egy Írország elleni barátságos mérkőzésen.
Részt vett a 2008-as Európa-bajnokságon, ahol a horvátok mind a négy mérkőzésén kezdőként lépett pályára.
Az Európa-bajnoki keretszűkítést követően a szövetségi kapitány Slaven Bilić nevezte őt a 2012-es Eb-re készülő 23 fős keretébe.

## Sikerei, díjai
SC Heerenveen
- Holland-kupagyőztes: 2008–09

Bayern München
- Bundesliga győztes: 2009–2010
- DFB-Pokal győztes: 2009–10
- Bajnokok Ligája második hely: 2009–10, 2011–12